# Batis reichenowi
Batis reichenowi  (лат.) — вид воробьиных птиц из семейства сережкоглазок.

## Таксономия
Видовое название дано в честь немецкого орнитолога Антона Райхенова. Ранее данный вид считался подвидом Batis mixta или Batis capensis.
При этом, хотя оперение Batis reichenowi и отличается, анализ последовательностей митохондриальной ДНК, опубликованный в 2006 году, показал, что ДНК из образцов, взятых у представителей вида были вложены в последовательности ДНК Batis mixta.

## Распространение
Обитают в юго-восточной части Танзании, на востоке Африканского континента.